# Mictlan
Mictlan era în mitologia aztecă cel mai de jos nivel, al nouălea, din lumea de apoi, care se găsea undeva departe în nord. Cu excepția războinicilor care muriseră pe câmpul de luptă, a celor care muriseră trăzniți și a femeilor care muriseră la naștere, toți ceilalți oameni mergeau în Mictlan după moarte. Călătoria era dificilă, durând circa patru ani, dar toate sufletele erau acompaniate pe ultimul lor drum de zeul Xolotl, fratele lui Quetzalcoatl. 
Regele Mictlan-ului era Mictlantecuhtli, iar regina tărâmului de apoi era Mictecacihuatl. Alte zeități din Mictlan includeau Cihuacoatl (care comanda spiritele din Mictlan, numite Cihuateteo), respectiv Acolmiztli, Chalmecacihuilt, Chalmecatl și Acolnahuacatl. 